# Георг Вилхелм (Бранденбург)
Георг Вилхелм фон Бранденбург (на немски: Georg Wilhelm von Brandenburg, * 3/13 ноември 1595 в Кьолн (Берлин) на Шпрее, † 1 декември 1640 в Кьонигсберг) от фамилията Хоенцолерн е от 1619 до 1640 г. курфюрст и маркграф на Бранденбург и херцог на Прусия.

## Произход
Той е най-големият син на курфюрст Йохан Зигизмунд (1572–1620) и Анна от Прусия (1576–1625), най-възрастната дъщеря на херцог Албрехт Фридрих от Прусия и Мария Елеонора от Юлих-Клеве-Берг.

## Управление
Георг Вилхелм следва във Франкфурт на Одер и след това пет години е щатхалтер на Клеве.
През 1616 г. баща му има мозъчен удар и през 1619 г. предава управлението на Георг Вилхелм.
През 1620 г. Георг Вилхелм претърпява произшествие и ранява краката си. От 1631 г. той често трябва да бъде носен на носилка, а от 1640 г. е на легло.
През Тридесетгодишната война Георг Вилхелм капитулира през 1633 г. пред войската на Валенщайн. През август 1638 г. Георг Вилхелм с целия си двор се мести в Кьонигсберг в неразрушеното херцогство Прусия.
Георг Вилхелм е приет в литературното общество Fruchtbringende Gesellschaft. Умира след дълго боледуване на 45 години на 1 декември 1640 г. от сърце и мозъчен удар. Погребан е в Кьонигсберг.

## Брак и Деца
Георг Вилхелм се жени на 24 юли 1616 г. в Хайделберг за принцеса Елизабет Шарлота (1597–1660), дъщеря на курфюрст Фридрих IV фон Пфалц, с която има децата:
- Луиза Шарлота (1617–1676)

∞ 1645 херцог Якоб Кетлер от Курланд (1610–1681)
- Фридрих Вилхелм (1620–1688), Великия курфюрст
- Хедвиг София (1623–1683)

∞ 1649 ландграф Вилхелм VI фон Хесен-Касел (1629–1663)
- Йохан Сигизмунд (*/† 1624)